# Катхіавар
Катхіава́р (гудж. કાઠીયાવાડ, англ. Kathiawar) — півострів у штаті Гуджарат (Індія).

## Географія
Катхіавар розташований на північному заході півострова Індостан між затокою Кач і Камбейською затокою Аравійського моря, у геологічному плані — на Індостанській плиті. На південь від півострова Катхіавар розташований острів Діу.
Площа півострова складає понад 40 тис. км². Півострів вкритий переважно саванами та рідколіссям, центр гористий (до 1117 м), берегами — алювіальні низовини.

## Національні парки
На півдні розташований національний парк Сасан-Гір, що є єдиним у світі місцем, де у природному середовищі проживає азійський лев. Узбережжя затоки Кач утворює морський національний парк. У районі Бхавнагара на березі Камбейської затоки утворений національний парк Велавадар.

## Відомі уродженці
Одним із найвідоміших уродженців півострова був Магатма Ґанді.